# Björn Morgenstern
Björn Morgenstern (* 10. Juli 1982 in Dresden) ist ein ehemaliger deutscher Eisschnellläufer.
Morgenstern lebt derzeit in Freital bei Dresden und startete für den Eislauf-Verein Dresden. Er konnte vor allem schon in jungen Jahren große Erfolge verbuchen. Seine größten Erfolge: Deutscher Juniorenmeister, Platz 4 Jugend-Europameisterschaft, Teilnahme an nationalen und internationalen Rennen, darüber hinaus maßgeblich beteiligt am Weltrekordversuch des Eislauf-Vereins Dresden, dem mit einem 24-Stunden-Rennen und absolvierten 774 km der Eintrag ins Guinness-Buch der Rekorde gelang. Er war langjähriger Trainingspartner von Jens Boden, dem Olympiadritten in Salt Lake City. Sein Können galt ausschließlich dem Sprint, wo er auch die meisten Erfolge verbuchen konnte.